# Khustup
Le Khustup ou Khoustoup (en arménien Խուստուփ) est une montagne d'Arménie, dans le massif du Khustup-Katar, et culminant à 3 214 m, ce qui en fait le neuvième sommet du pays en termes d'altitude. Situé dans le marz de Syunik, il domine avec le Kaputjugh la ville de Kapan.
Des reliques du révolutionnaire Garéguine Njdeh sont enterrées à son sommet.